# Janet Dailey
Œuvres principales
- Série Calder

Pour les articles homonymes, voir Dailey.
Janet Dailey, née le 21 mai 1944 à Storm Lake, Iowa, et morte le 14 décembre 2013 à Branson (Missouri), est un écrivain américain de romances. Elle est l'auteur d'une série de best-sellers classés sur la liste du New York Times, traduits dans dix-neuf langues et vendus autour de 300 millions d'exemplaires à travers le monde.

## Biographie
Janet Anne Haradon naît le 21 mai 1944 à Storm Lake, Iowa. Dès son plus jeune âge, elle développe une passion pour la lecture. À 4 ans, elle dispose déjà de sa propre carte de bibliothèque. Elle obtient son baccalauréat en 1962 au lycée Jefferson High près d'Independence, Iowa. Elle entre dans une école de secrétariat à Omaha dans le Nebraska et en 1963 elle commence à travailler dans l'entreprise de construction de son futur mari, Bill Dailey, de quinze ans son aîné. Ils travaillent dur, 17 heures par jour, sept jours sur sept.
En 1974, après avoir une nouvelle fois affirmé qu'elle serait capable d'écrire une meilleure romance que celles qu'elle lit habituellement, son mari la met au défi de le prouver. Elle vend son premier manuscrit aux éditions Harlequin, devenant ainsi leur premier auteur de nationalité américaine,
. Les écrivains américains n'écrivaient pas de romances sérielles car les éditions Harlequin étaient persuadées que les lectrices n'accueilleraient pas favorablement des thèmes et des situations typiquement américains. Elles rejetaient donc tous les manuscrits d'auteurs américains en justifiant qu'ils « avaient déjà leur auteur américain » (« already had their American writer »).
En 1980, Dailey et son mari s'installent à Branson dans le Missouri, où Bill Dailey promeut et produit des pièces pour le théâtre américain. Il meurt le 5 août 2005.

## Regards sur l'œuvre
Dailey « propose le premier regard sur des héroïnes, des héros et des histoires d'amour situés en Amérique, avec des sensibilités, des suppositions, une histoire et par-dessus tout un cadre américain. » (« provide[d]...[the] first look at heroines, heroes and courtships that take place in America, with American sensibilities, assumptions, history, and most of all, settings. »). Elle participe à la création de la romance Western (« Western romance »), des histoires qui se déroule à l'ouest des États-Unis. La romance Western se concentre sur la femme, qui est souvent marginalisé dans les romans western traditionnels. Comme ces romans se déroulent à l'époque contemporaine, la frontière est peu évoquée, mais ils recréent ce sentiment en présentant « une confrontation physique des éléments » (« physical confrontation of the elements ») et ayant comme thème principal « la nature primaire de la poursuite » (« primary nature of the pursuit ») par un homme et une femme « délivrés des contraintes que leur impose la société » (« unconstrained by any society's expectations of them »). Plusieurs thèmes issus de ses romans ont révolutionné le genre. Ainsi, ses héroïnes, contrairement à la plupart, ont perdu leur virginité. Et d'autres tombent amoureuses de héros peu attrayants ou sans fortune.
Elle écrit 57 romans au total pour Harlequin. 50 sont issus de la « série Americana de Janet Dailey » où chaque État des États-Unis est représenté. Le livre Guinness des records reconnaît qu'elle a réussi à écrire un roman se déroulant dans chaque état. En 1998, ses romans Harlequin représentent 80 millions d'exemplaires vendus. Dailey est également l'un des premiers écrivains de la série Silhouette, pour qui elle a écrit 12 titres.
Pendant ses prolifiques années, Dailey se fixe l'objectif de rédiger 15 pages par jour. Sa journée de travail commence à 4h du matin. Lors des bonnes journées, elle remplit son quota en 8 à 10 heures; les autres jours requièrent 12 à 14 heures de travail. Lorsqu'elle atteint son objectif, Dailey arrête parfois d'écrire, même si elle est au beau milieu d'une phrase. Le fait de laisser son travail inachevé la pousse à recommencer à écrire le lendemain. Certains des premiers romans Harlequin lui ont seulement demandé huit jours de travail.
En 1979, Dailey devient le premier auteur à passer de l'écriture de romans d'amour sériels à celle de romans d'amour de « littérature générale ». Son premier livre de poche indépendant, La Texane, s'est classé sur la liste des Best-sellers du New York Times. Ses romans se sont vendus à 325 millions d'exemplaires, avec 19 traductions pour 98 pays.
Son roman Foxfire Light a fait l'objet d'une adaptation cinématographique.
Membre de la Romance Writers of America, Dailey commence à décerner The Janet Dailey Award en 1993 au cours de leur conférence annuelle. Ce prix qui s'accompagne d'un versement de 10 000 dollars est donné à un auteur qui soulève dans son roman un important problème social. Il n'est plus proposé depuis 1998.

## Plagiat
En 1997, Dailey est poursuivie devant les tribunaux par sa consœur, l'écrivain américain Nora Roberts, qui l'accuse d'avoir copié son travail pendant sept ans. La fraude a été découverte par une lectrice. Après avoir lu successivement Douce revanche de Roberts et Présomptions de Dailey, elle remarque plusieurs similitudes troublantes et poste sur internet les passages incriminés. Révoltée par ce plagiat qu'elle appelle « viol de l'esprit », Roberts saisit la justice. Dailey reconnaît le vol et le met sur le compte d'un trouble psychologique. Elle admet qu'elle a copié des œuvres de Roberts pour L'or des Trembles et Présomptions. Ces deux romans sont par la suite retirés de la vente et ne sont plus réédités. À la suite d'une décision juridique, Dailey paie à Roberts une somme d'un montant non communiqué. Celle-ci en fait don à l'association américaine Literacy Volunteers of America.
En 2001, Dailey revient à l'écriture en concluant un accord de quatre romans avec la maison d'édition Kensington Books. Le contrat concerne deux romans sur la série Calder et deux autres centrés sur les vacances. En 2002, le contrat est étendu pour trois romans supplémentaires en grand format de la famille Calder et un livre de poche inédit. Au même moment, ils rachètent les droits de réimpression des 50 premiers romans de Dailey.

## Œuvre
- La marque de Caïn, Harlequin, 1979 ((en) Savage Land, 1974)Publié dans la collection Série Club
- L'inconnu du bayou, Harlequin, 1981 ((en) Something Extra, 1975)
- Flammes d'automne, Harlequin, 1978 ((en) Fire And Ice, 1975)
- (en) Boss Man From Ogalala, 1975Inédit en France
- Fleur de yucca, Harlequin ((en) Land Of Enchantment, 1975)Publié dans la collection Série Club
- Chère Jenny, Harlequin ((en) Darling Jenny, 1975)Publié dans la collection Série Club
- La nuit d'Acapulco, Harlequin ((en) Sweet Promise, 1976)Publié dans la collection Série Club
- L'ouragan passera, Harlequin ((en) After the Storm, 1976)
- Je viendrai à ton appel, Harlequin, 1979 ((en) Show Me, 1976)Publié dans la collection Série Club
- Étrange week-end, Harlequin, 1984 ((en) A Lyon's Share, 1976)
- la belle et le vaurien, Harlequin, 1978 ((en) The Widow And The Wastrel, 1976)
- La maison des rêves perdus, Harlequin ((en) The Homeplace, 1976)
- L'homme d'Indianapolis, Harlequin ((en) The Indy Man, 1977)Publié dans la collection Romans Passion
- Hier, à Squaw Valley, Harlequin ((en) To Tell The Truth, 1977)Publié dans la collection Série Club
- comme un papillon doré, Harlequin, 1983 ((en) Big Sky Country, 1977)
- Et mes yeux pour pleurer, Harlequin, 1981 ((en) Master Fiddler, 1977)
- La canne d'ivoire, Harlequin ((en) Ivory Cane, 1977)
- La fiancée de paille, Harlequin, 1977 ((en) Dangerous Masquerade, 1977)
- Revenir vers toi, Flammarion ((en) The Matchmakers, 1977)Publié dans la collection Duo Romance
- La valse de l'espoir, Harlequin, 1979 ((en) Night Of The Cotillion, 1977)
- La course au bonheur, Harlequin, 1978 ((en) Bluegrass King, 1977)
- Le val aux sources, Harlequin, 1978 ((en) Valley Of the Vapours, 1977)
- Ce teint de cuivre chaud, Harlequin, 1979 ((en) Summer Mahogany, 1978)
- (en) Tidewater Lover, 1978Inédit en France
- (en) Giant Of Mesabi, 1978Inédit en France
- L'homme du Vermont, Harlequin, 1980 ((en) Mistletoe and Holly, 1978)
- Une étoile au soleil couchant, Harlequin, 1979 ((en) Sonora Sundown, 1978)
- Les survivants du Nevada, Harlequin, 1978 ((en) Reily's Woman, 1978)
- Le solitaire, J'ai lu, 1984 ((en) The Rogue, 1979)
- A la source de notre amour, Harlequin, 1979 ((en) For Mike's Sake, 1979)Publié dans la collection Série Club
- Tout au long du Mississippi, Harlequin, 1981 ((en) The Bride Of The Delta Queen, 1979)
- Six chevaux blancs, Harlequin ((en) Six White Horses, 1979)
- Le printemps bleu, Harlequin ((en) Sentimental Journey, 1979)Publié dans la collection Série Club
- A menteur, menteuse et demi, Harlequin, 1979 ((en) Low Country Liar, 1979)
- Ce vent au goût de pluie, Harlequin, 1981 ((en) Kona Winds, 1979)Publié dans la collection Série Club
- La Texane, Presses de la Cité, 1983 ((en) Touch the Wind, 1979)
- Au détour de ton cœur, Harlequin, 1994 ((en) That Boston Man, 1979)Publié dans la collection Romans Passion
- (en) Strange Bedfellow, 1979Inédit en France
- Le mal-aimé, J'ai lu ((en) Nightway, 1980)
- Le cavalier de l'aurore, J'ai lu ((en) Ride Thunder, 1980)
- En rêvant de Maud, Harlequin ((en) One Of The Boys, 1980)Publié dans la collection Série Club
- Mara la cruelle, Harlequin, 1981 ((en) The Thawing Of Mara, 1980)Publié dans la collection Série Club
- Et la vie refleurira, Harlequin, 1982 ((en) Lord Of the High Lonesome, 1980)
- Le masque de bronze, Flammarion, 1982 ((en) Difficult Decision, 1980)Publié dans la collection Duo Coup de Foudre
- Un loup dans la bergerie, Harlequin, 1981 ((en) Enemy In Camp, 1980)
- L'épouse de juin, Harlequin ((en) The Mating Season, 1980)Publié dans la collection Série Club
- (en) Southern Nights, 1980Inédit en France
- Je serai cette femme-là, Harlequin, 1984 ((en) Wild And Wonderful, 1980)Publié dans la collection Série Club
- Sous un manteau de neige, Harlequin ((en) Heart Of Stone, 1980)Publié dans la collection Série Club
- (en) That Carolina Summer, 1981Inédit en France
- La mariée enchaînée, Harlequin, 1982 ((en) Hostage Bride, 1981)Publié dans la collection Duo Le temps d'un livre
- Le maître des montagnes noires, Harlequin ((en) Dakota Dreamin, 1981)Publié dans la collection Azur
- La bague d'émeraude, Flammarion, 1982 ((en) The Lancaster Men, 1981)Publié dans la collection Duo Le temps d'un livre
- (en) A Tradition Of Pride, 1981Inédit en France
- Là où l'herbe est plus verte, Harlequin, 1983 ((en) The Travelling Kind, 1981)Publié dans la collection Série Club
- La belle et le révérend, Flammarion, 1982 ((en) For the Love of God, 1982)Publié dans la collection Duo Le temps d'un livre
- L'aurore au cœur de la nuit, Harlequin, 1982 ((en) Northern Magic, 1982)
- Pour un petit bout de chance, Harlequin, 1982 ((en) With A Little Luck, 1982)
- (en) Foxfire Light, 1982Inédit en France
- (en) Terms of Surrender, 1982Inédit en France
- Aux sources du désir, Flammarion, 1983 ((en) Wildcatter's Woman, 1982)Publié dans la collection Duo Le temps d'un livre
- (en) The Best Way to Lose, 1983Inédit en France
- Un diamant pour Tessa, Flammarion, 1983 ((en) The Second Time, 1983)Publié dans la collection Duo Romance
- Escapade au Mexique, Flammarion, 1984 ((en) Separate Cabins, 1983)Publié dans la collection Duo Romance
- Chassé croisé, Flammarion, 1984 ((en) Western Man, 1983)Publié dans la collection Duo Romance
- (en) Beware Of The Stranger, 1984Inédit en France
- (en) Leftover Love, 1984Inédit en France
- Les ailes de l'argent, J'ai lu, 1987 ((en) Silver Wings, Santiago Blue, 1984)
- (en) The Pride of Hannah Wade, 1985
- Le triomphe de l'amour, J'ai lu, 1996 ((en) Glory Game, 1985)
- Les grandes solitudes, J'ai lu, 1989 ((en) The Great Alone, 1986)
- L'héritière, Presses de la Cité, 1988 ((en) Heiress, 1987)
- Rivaux, Presses de la Cité, 1991 ((en) Rivals, 1988)
- Mascarade, Presses de la Cité, 1990 ((en) Masquerade, 1990)
- Les vendanges de l'amour, Presses de la Cité, 1994 ((en) Tangled Vines, 1992)
- (en) Bed Of Grass, 1992Inédit en France
- (en) Riding High, 1994Inédit en France
- Princesse Cherokee, J'ai lu, 1995 ((en) The Proud and the Free, 1994)
- La belle de Boston, Harlequin, 1999 ((en) Legacies, 1995)
- (en) The Healing Touch, 1996Inédit en France
- Présomptions, Presses de la Cité, 1997 ((en) Notorious, 1996)
- (en) Castles in the Sand, 1996Inédit en France
- (en) A Capital Holiday, 2001Inédit en France
- (en) Scrooge Wore Spurs, 2002Inédit en France
- (en) The Not Forgotten War, 2003Inédit en France
- (en) Maybe This Christmas, 2003Inédit en France
- (en) Because of You, 2004Inédit en France
- (en) Can't Say Goodbye, 2004Inédit en France
- (en) Dance with Me, 2004Inédit en France
- (en) Everything, 2004Inédit en France
- (en) Eve's Christmas, 2006Inédit en France
- (en) Man of Mine, 2007Inédit en France
- (en) Something More, 2007Inédit en France
- (en) Wearing White, 2007Inédit en France
- (en) With This Kiss, 2007Inédit en France

### Série Cord & Stacy
1. Sans la moindre pitié, Harlequin ((en) No Quarter Asked, 1974)
2. Fiesta San Antonio, Harlequin, 1978 ((en) Fiesta San Antonio, 1977)
3. Pour le malheur et pour le pire, Harlequin, 1978 ((en) For Bitter or Worse, 1978)
4. Chère prison, Harlequin, 1981 ((en) A Land Called Deseret, 1979)

### Série Calder
- Le ranch Calder, J'ai lu, 1986 ((en) This Calder Range, 1982)
- Prisonniers du bonheur, J'ai lu, 1986 ((en) Stands a Calder Man, 1983)
- La dynastie Calder, J'ai lu, 1987 ((en) This Calder Sky, 1981)
- Le dernier des Calder, J'ai lu, 1987 ((en) Calder Born, Calder Bred, 1983)
- (en) Calder Pride, 1999Inédit en France
- (en) Green Calder Grass, 2002Inédit en France
- (en) Shifting Calder Wind, 2003Inédit en France
- (en) Calder Promise, 2004Inédit en France
- (en) Lone Calder Star, 2005Inédit en France
- (en) Calder Storm, 2006Inédit en France

### Série Aspen
1. L'or des Trembles, Presses de la Cité, 1994 ((en) Aspen Gold, 1991)
2. Sombre espérance, J'ai lu, 2003 ((en) Illusions, 1997)Publié dans la collection Amour et Destin

### Essai
- (en) The Janet Dailey Companion: A Comprehensive Guide to Her Life and Her NovelsInédit en France